# Xuclamel negre
El xuclamel negre (Lonicera nigra) és un arbust de la família de les caprifoliàcies. També rep el nom de tintillaina borda.

## Descripció
És un arbust caducifoli d'entre 1 i 2 metres d'alçada, dret i amb les branques de color bru i glabres.
Les seves fulles, de 2 a 6 cm, són ovades, oposades, amb els nervis prims i translúcids i peciolades.
La floració té lloc entre els mesos de maig i juliol. Les flors són blanques, sovint tacades de color rosat i reunides de 2 en 2. El peduncle mesura entre 2 i 4 cm de llargada i sovint surt de l'axil·la de les fulles. La corol·la és tubular, d'1 cm aproximadament, oberta en 2 llavis desiguals, l'inferior enter i el superior dividit en 4 lòbuls i amb 5 estams que sobresurten del tub de la corol·la.
El fruit és una baia de color negre, de forma esfèrica, disposades de 2 en 2.

## Distribució i hàbitat
És una espècie que es pot trobar en zones muntanyoses del centre i sud d'Europa.
A Catalunya es pot trobar en zones avetoses, fagedes de la zona pirinenca i la zona del Montseny, entre els 1.200 i els 2.200 metres d'altitud.

## Etimologia
El nom nigra prové del llatí, que significa "negre".